# Galicia Socialista
Galicia Socialista fue un grupo político de Galicia (España), de izquierdas y nacionalista gallego, clandestino durante la dictadura franquista. Se constituyó como una corriente política distanciada de la división entre socialistas y comunistas, coincidiendo con tendencias aparecidas en otros países europeos de la época. Contemplaba, tal como la Unión do Povo Galego y el Partido Socialista Galego, el derecho de Galicia a la autodeterminación.
Surgió en 1968 en Vigo alrededor de Camilo Nogueira Román y Xan López. Nacido como colectivo obrero, lo componían fundamentalmente trabajadores de la zona industrial de Vigo y alrededores, y en especial de las fábricas de Citroën y Plásticos Galicia en la localidad. Intentó, infructuosamente, crear un sindicato nacionalista. Contaba también con otro grupo en Santiago de Compostela compuesto por estudiantes universitarios. En un principio mantuvo contactos con el Frente de Liberación Popular y trabajó en el mundo sindical en el seno de Comisiones Obreras. En 1972 se integró en la Unión do Povo Galego, haciendo surgir en su interior el Frente Obreiro Galego, primer intento de creación del sindicalismo nacionalista gallego.